# Tala Birell
Tala Birell, född 10 september 1907 i Bukarest, Rumänien, död 17 februari 1958 i Landstuhl, Västtyskland, var en rumänsk skådespelare. Birell som under en period verkade som birollsskådespelare i Hollywood medverkade i ett 40-tal filmer.

## Filmografi
- 1930 – Människor i bur
- 1933 – Svenskan i Hollywood
- 1935 – Ett skepp kommer lastat...
- 1935 – Natten är vår
- 1935 – Raskolnikov
- 1938 – Ingen fara på taket
- 1943 – Det brinner i östern
- 1943 – Sången om Bernadette (ej krediterad)
- 1944 – Mrs. Parkington
- 1947 – Du är mitt allt